# Hedy Schlunegger
Hedy Schlunegger (n. 10 martie 1923, Wengen, Lauterbrunnen, Berna, Elveția – d. 5 iulie 2003, Grindelwald⁠(d), Amtsbezirk Interlaken⁠(d), Berna, Elveția) a fost o schioare alpină ce a reprezentat Elveția, medaliată olimpică. A participat la o ediție a Jocurilor Olimpice (1948) în care a câștigat o medalie de aur.

## Participări
Lista de mai jos prezintă principalele competiții la care a participat Hedy Schlunegger de-a lungul carierei.
- alpine skiing at the 1948 Winter Olympics – women's downhill[*]